# Науменко Геннадій Пилипович
Геннадій Пилипович Науменко (* 1 травня 1942, м. Київ, Україна) — в.о. ректора Інституту туризму Федерації профспілок України, кандидат історичних наук, доцент.

## Життєпис
Народився 1 травня 1942 у місті Києві.

## Освіта
- Київський державний університет імені Т. Г. Шевченка
- 1976 — захистив дисертацію на здобуття наукового ступеню кандидата історичних наук.
- Автор понад 100 наукових публікацій.

## Трудова діяльність
- З 1967 р. працює в сфері туризму: директор Київського відділення Бюро міжнародного молодіжного туризму "Супутник", Голова Українського республіканського Бюро міжнародного молодіжного туризму "Супутник".
- 1981-1988 — перший заступник Голови правління Товариства культурних зв’язків з українцями за кордоном.
- 1985-1993 — декан, проректор, перший проректор Інституту туризму Федерації профспілок України[1].
- 1993-2001 — заступник Голови Державного комітету України по туризму.
- 2006 — проектор з наукової роботи та післядипломної освіти Інституту туризму Федерації профспілок України.

## Громадська діяльність
- 3 2006 — Президент Всеукраїнської організації "Асоціація екскурсоводів України".

## Нагороди, почесні звання
- орден "Дружби народів",
- орден "За заслуги" ІІІ ступеню,
- Грамота Верховної Ради Української РСР,
- Заслужений працівник культури,
- Дійсний член Академії туризму України.